# Lanuéjols, Gard
Lanuéjols este o comună în departamentul Gard din sudul Franței. În 2009 avea o populație de 334 de locuitori.

## Evoluția populației
| An        | 1975 | 1982 | 1990 | 1999 | 2006 | 2009 |
| --------- | ---- | ---- | ---- | ---- | ---- | ---- |
| Populație | 337  | 312  | 304  | 330  | 333  | 334  |